# メッシニアコス湾
メッシニアコス湾（メッシニアコスわん、希: Μεσσηνιακός Κόλπος, Messiniakós Kólpos, 英: Messenian Gulf）は、メッセニア県に面した湾状のイオニア海の海域である。メッシニ湾、メッシニア湾、メッシニアン湾とも呼ばれる。

## 地理
湾はメッセニア県の南海岸とラコニア県のマニ半島の南西海岸に囲まれている。その境界は西のメッシニア半島のアクリタス岬と南東のタイナロン岬である。湾内の島としてはアクリタス岬の近くにヴェネティコ島（Venetiko Island）がある。西海岸の大部分は低地にあり、肥沃でよく発達している。一方、東海岸はタイゲトス山脈の南のふもとに位置し、比較的岩が多く、人の手が届かない場所であるため、居住地はほとんどない。
湾岸はほぼメッセニア県で占められており、マニ半島の地域をラコニア県が占めている。最大の都市は県都である港町カラマタであり、メッシニコス湾の奥に位置している。湾の北側はカラマタやメッシニといった都市が集中しており、ギリシャ国道82号線が沿岸を走っている。西部には観光客が集まる砂浜が多くあり、リゾート地となっている。
また比較的大きな川としてパミソス川と、ネドナス川の2つがあり、いずれも北から南に向かって流れ、前者はカラマタの近くを通り、後者はカラマタの中心部を通って湾に流れ込んでいる。

## 沿岸の自治体
- コロニ（英語版） - 西部
- ロンガ（英語版） - 西部
- ペタリディ（英語版） - 北西部
- メッシニ（英語版） - 北西部
- カラマタ - 北西部
- カルダミリ（英語版） - 東部
- ストウパ（英語版） - 東部
- アギオス・ニコラオス（英語版） - 東部
- トラヒラ（英語版） - 南東部
- アレオポリ（英語版） - 南東部
- ゲロリメナス（英語版） - 南東部

## ギャラリー

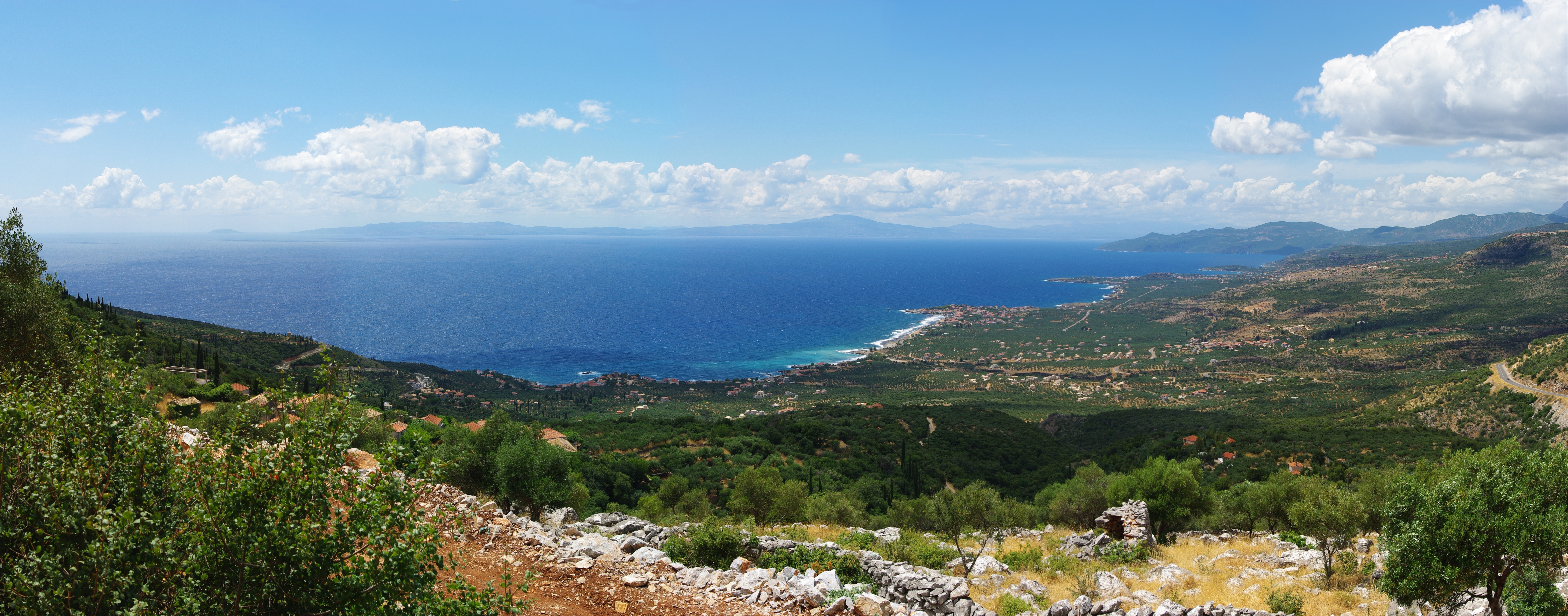
メッセニアコス湾のパノラマ。中央の海沿いの平野にアギオス・ニコラオスとストウパの町が見える。

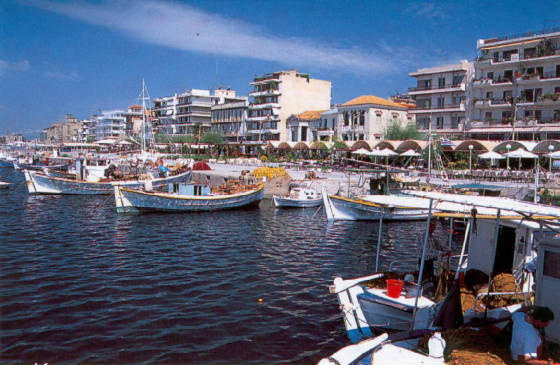
カラマタの港
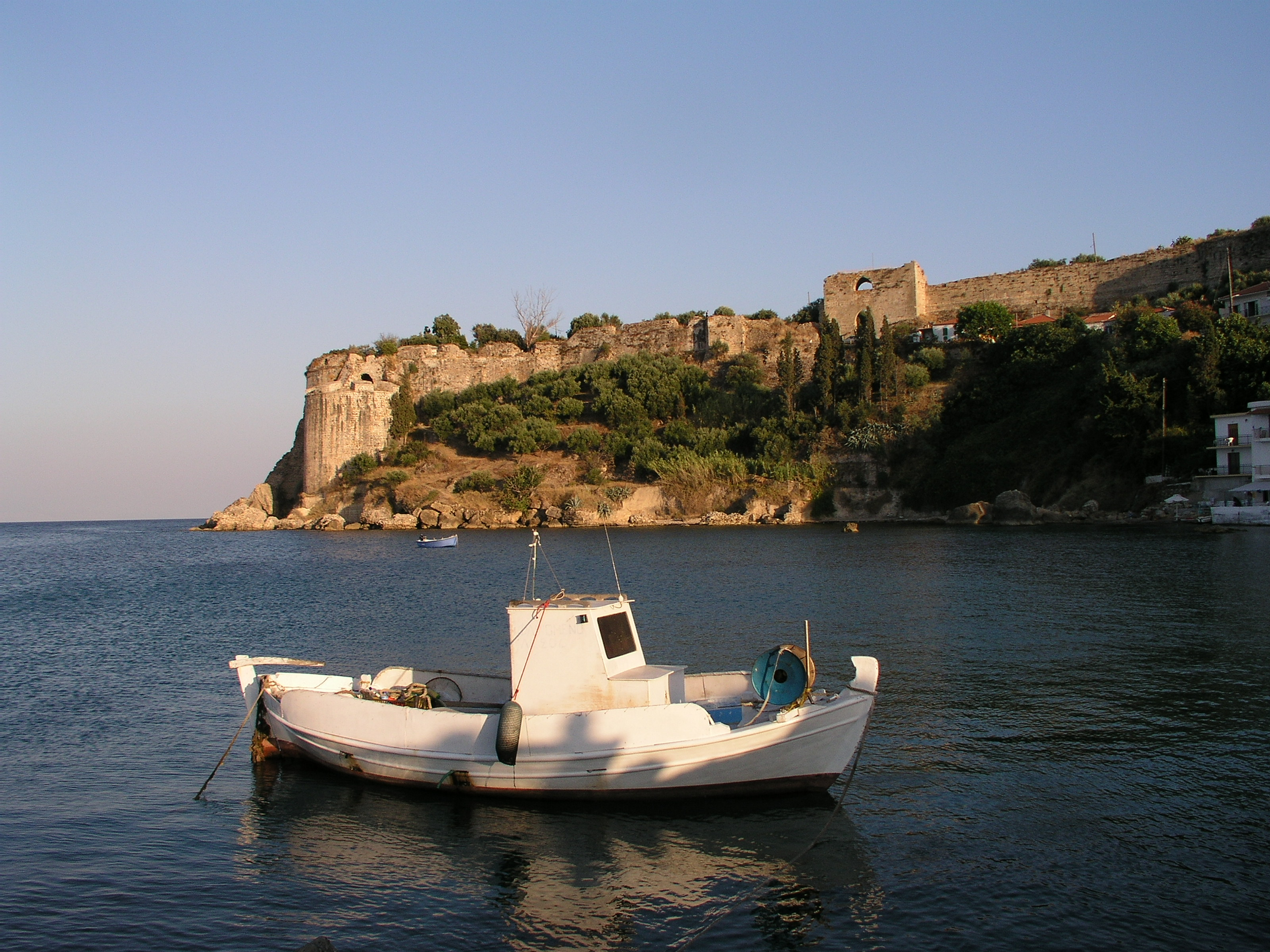
コロニ
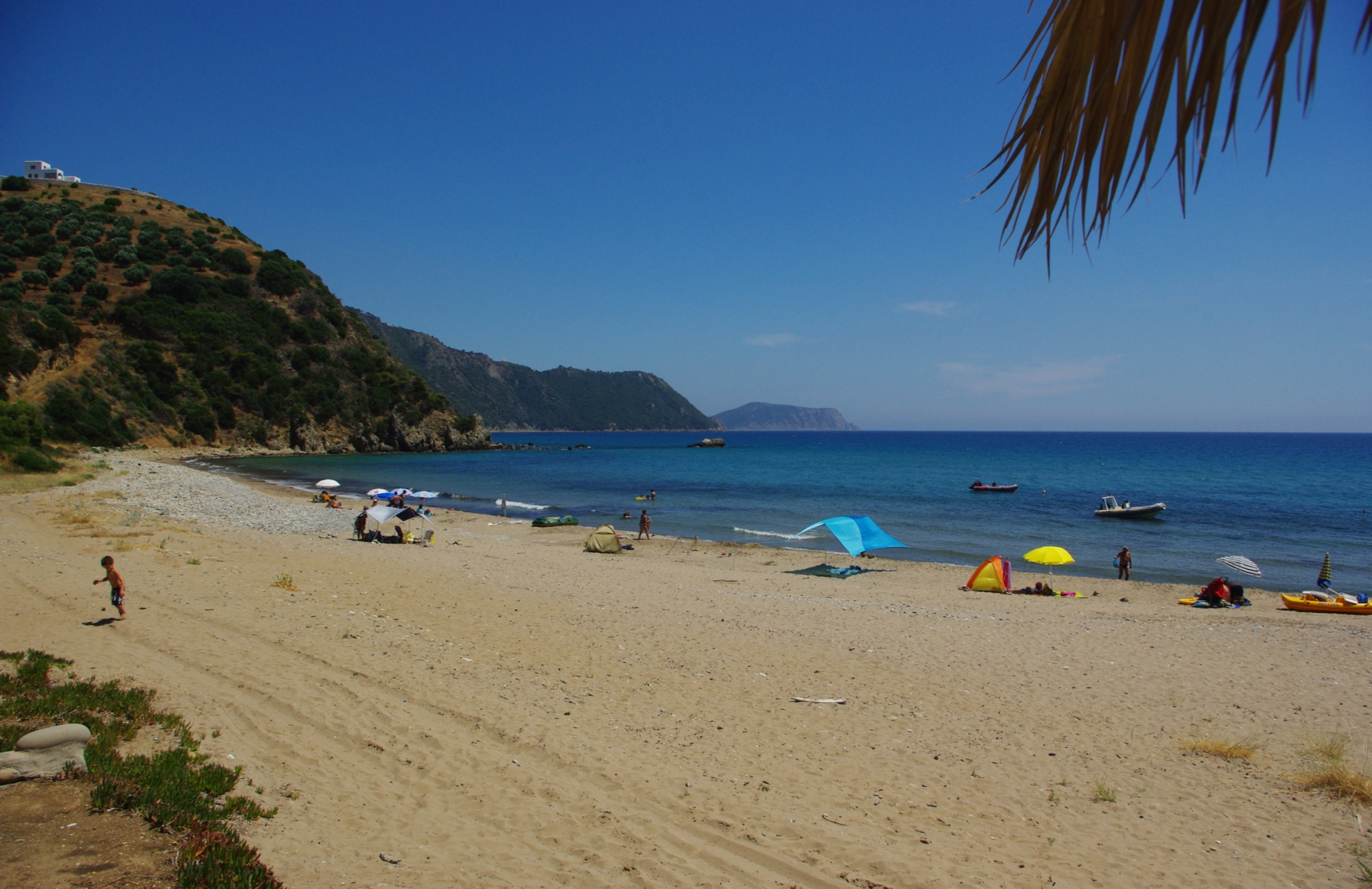
コロニ近郊ツァピのビーチ
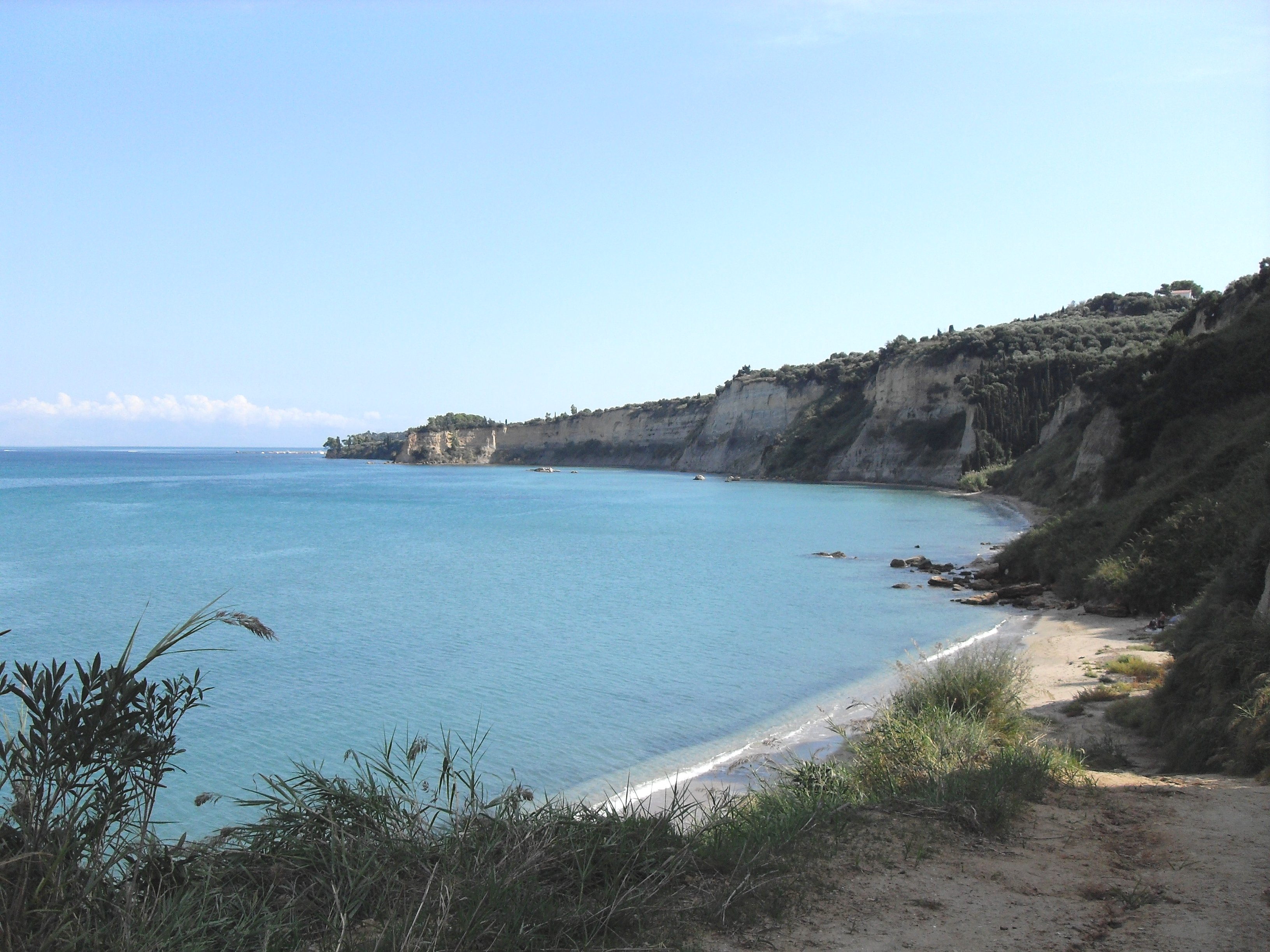
ハギアトリアダとコロニ間の海岸